# Красноармейское (Дагестан)
Красноармейское (Красноармейск) — село в Республике Дагестан. Входит в состав городского округа «город Махачкала». Подчинён Кировской районной администрации города Махачкала.

## География
Селение расположено у северо-западной окраины города Махачкала, от которого отделена улицей Казбекова. Находится в 7 км к западу от побережья Каспийского моря. Вдоль северной окраины села проходит железнодорожная ветка Северо-Кавказской железной дороги. Функционирует железнодорожная станция Богатырёво (2275 км). 

## История
В 1944 году жители села Верхний Убекимахи Левашинского района были переселены в Центорой, упразднённой ЧИАССР.
Село Красноармейское было образовано в 1957 году путём переселения жителей, заселённых ранее в Центарой.

## Население
| 1959 | 1970 | 1989  | 2002  | 2010  | 2021  |
| ---- | ---- | ----- | ----- | ----- | ----- |
| 596  | ↗878 | ↗2129 | ↗2923 | ↗3961 | ↗5770 |

Национальный состав
По данным Всероссийской переписи населения 2021 года:
| Народ      | Численность, чел. | Доля от всего населения, % |
| ---------- | ----------------- | -------------------------- |
| даргинцы   | 4379              | 75,89 %                    |
| аварцы     | 645               | 11,18 %                    |
| кумыки     | 297               | 5,15 %                     |
| лакцы      | 113               | 1,96 %                     |
| лезгины    | 92                | 1,59 %                     |
| агулы      | 91                | 1,58 %                     |
| другие     | 116               | 2,01 %                     |
| не указано | 37                | 0,64 %                     |
| всего      | 5770              | 100 %                      |